# Carchi (prowincja)
Prowincja Carchi – jedna z 24 prowincji w Ekwadorze. Carchi położone jest w północnej części państwa przy granicy z Kolumbią, graniczy od wschodu z prowincją Sucumbíos, od południa z prowincją Imbabura oraz od zachodu z prowincją Esmeraldas.
Prowincja podzielona jest na 6 kantonów:
1. Bolívar
2. Espejo
3. Mira
4. Montúfar
5. San Pedro de Huaca
6. Tulcán